# Кокозек (Аксуский район)
Кокозек (каз. Көкөзек) — село в Аксуском районе Жетысуской области Казахстана. Входит в состав Жансугуровского сельского округа. Код КАТО — 193230300.

## Население
В 1999 году население села составляло 996 человек (504 мужчины и 492 женщины). По данным переписи 2009 года, в селе проживал 781 человек (396 мужчин и 385 женщин).